# John Wallop (2e comte de Portsmouth)
Pour les articles homonymes, voir John Wallop.
John Wallop, 2e comte de Portsmouth (29 juin 1742 - 16 mai 1797), titré vicomte Lymington de 1749 à 1762, est un noble britannique.

## Biographie
Il est le fils de John Wallop, vicomte Lymington et de sa femme Catherine. Par son père, il hérite des intérêts électoraux de Wallop à Andover, près du siège familial de Hurstbourne Park et par sa mère, ceux de la famille Conduitt à Whitchurch, bien que son influence y ait cessé en 1774. Son père meurt à l'âge de 31 ans en 1749 ; Wallop, désormais appelé « vicomte Lymington », n'hérite du titre de comte de son grand-père qu'en 1762. Le 1er octobre 1755, il est créé DCL d'Oxford.
Le 27 août 1763, Portsmouth épouse Urania Fellowes (décédée en 1812), fille de Coulson Fellowes. Ils ont quatre fils et quatre filles:
- John Wallop (3e comte de Portsmouth) (1767-1853)
- Urania Anabella Wallop (1 juin 1769 - 17 décembre 1844)
- Camilla Maria Wallop (8 novembre 1770 - 10 septembre 1789)
- Newton Fellowes (4e comte de Portsmouth) (1772-1854), qui adopte le nom de famille de Fellowes en 1794
- Coulson Wallop (1774-1807)
- Henrietta Dorothea Wallop (6 mai 1780 - 10 juin 1862), mariée le 19 janvier 1815 ( OS ) Rev. John Comyns Churchill
- Emma Maria Wallop (13 août 1781 - 22 mai 1798)
- William Fellowes Wallop (20 mai 1784 – 20 novembre 1790)